# Fosforescencia

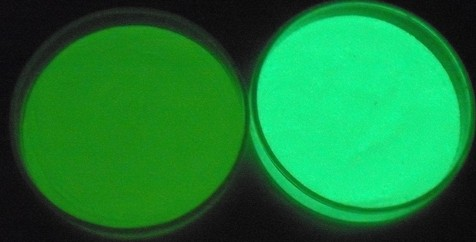
Pigmentos fosforescentes en la oscuridad

La fosforescencia es el fenómeno en el cual ciertas sustancias tienen la propiedad de absorber energía y almacenarla, para emitirla posteriormente en forma de radiación. A aquellos elementos que ofrecen fosforescencia se les conoce como fotorreactivos, es decir que requieren luz para obtener la propiedad, es un elemento de la fotosensibilidad que por medio de la radiación adquieren la energía necesaria para almacenarla y exponerla posteriormente.
El mecanismo físico que rige este comportamiento es el mismo que para la fluorescencia; no obstante, la principal diferencia con esta es que hay un retraso temporal entre la absorción y la reemisión de los fotones de energía. En la fosforescencia, las sustancias continúan emitiendo luz durante un tiempo mucho más prolongado, aún después del corte del estímulo que la provoca, ya que la energía absorbida se libera lenta (incluso muchas horas después) y continuamente.
Este fenómeno es aprovechado en aplicaciones tales como la pintura de las manecillas de los relojes, o en determinados juguetes que emiten luz en la oscuridad después de iluminarlos. 
Igual que en el caso de la fluorescencia, existen ciertos minerales que también tienen propiedades fosforescentes. Estos son minerales muy extraños y raros de encontrar, pero muy espectaculares, dado que el tener fosforescencia implica que también tienen fluorescencia. Su luminiscencia viene dada, en general, por la presencia de iones de elementos de las tierras raras en su estructura. Cabe destacar por ejemplo la willemita, cuya fosforescencia es verde y viene dada por la presencia de arsénico en su estructura. La presencia del arsénico es muy pequeña, y eso hace que se considere como una impureza. Sin embargo, no todas las willemitas tienen fosforescencia, pues según su zona de formación, si esta no es rica en arsénico no contendría este elemento como impureza y no haría fosforescencia.